# KBS News 9
KBS News 9 (hangul: KBS 뉴스 9) é um telejornal sul-coreano exibida pela KBS1 desde 1 de maio de 1993. O noticiário tem notícias, esportes, tempo, saúde, sociedade, bem como outros temas.

## Apresentadores
- Hwang Sang-moo (segunda a sexta)
- Kim Min-Jeong (segunda a sexta)
- Choi Moon-Jhong (sábado e domingo)
- Kim Yoon-ji (sábado e domingo)

### KBS Entertainment 925
- Shin Hyun-joon (segunda a sexta)
- Kim Ga Young (segunda a sexta)
- Jeong Jinwoon (sábado e domingo)

### KBS Sports 945
- Um Chi-in (segunda a sexta)
- Kim Sung-Hwee (sábado e domingo)